# Гусєв Павло Павлович
Павло Павлович Гусев (нар. 23 липня 1930) — радянський та російський художник-аніматор, художник-оформлювач ігрових ляльок. Заслужений працівник культури РРФСР (1987). Автор скульптури Олімпійського Ведмедика для Олімпійських ігор 1980 року та талісмана «Катюша» для всесвітнього фестивалю молоді та студентів у 1985 році.

## Біографія
У 1949—1950 р. працював у МХАТі, в 1950—1951 р. — На ВДНГ. У 1954—1959 р. навчався у художньому училищі прикладного мистецтва. У 1955—1990 роках працював на кіностудії «Союзмультфільм», брав участь у створенні понад 300 мультфільмів.

## Нагороди
- 1987 — Заслужений працівник культури РРФСР.
- 2019 — Ікар кінопремія в номінації Майстер.